# Kłódka (województwo warmińsko-mazurskie)
Kłódka (d. niem. Klutkenmühle) – osada w Polsce położona w województwie warmińsko-mazurskim, w powiecie olsztyńskim, w gminie Dobre Miasto. Miejscowość wchodzi w skład sołectwa Barcikowo.
W latach 1975–1998 miejscowość administracyjnie należała do województwa olsztyńskiego. Osada znajduje się w historycznym regionie Warmia.